# Vriesea pereirae
Vriesea pereirae är en gräsväxtart som beskrevs av Lyman Bradford Smith. Vriesea pereirae ingår i släktet Vriesea och familjen Bromeliaceae. Inga underarter finns listade i Catalogue of Life.